# Ptiliolum spencei
Ptiliolum spencei ist ein Käfer aus der Familie der Zwergkäfer (Ptiliidae). 

## Merkmale
Die Käfer erreichen eine Körperlänge von 0,6 bis 0,65 Millimetern. Der Körper ist schwarz oder braunschwarz gefärbt, die Deckflügel sind braun gefärbt. Die Deckflügel haben komplett abgerundete Schulterwinkel und sind davor nicht ausgeschweift. Der Halsschild ist an den Hinterwinkeln ebenso komplett abgerundet, seine Seiten sind davor nicht ausgeschweift. Die Tiere sind geflügelt und haben Facettenaugen. Der Halsschild ist deutlich schmäler als die Deckflügel. Er ist weniger dicht aber etwas stärker punktförmig strukturiert als der ähnliche Ptiliolum fuscum und an seiner Oberseite etwas deutlicher, länger und leicht abstehend behaart. Die Fühler sind bräunlich, die Beine sind gelb oder braungelb gefärbt.

## Vorkommen und Lebensweise
Die Art ist in Europa und am Kaukasus verbreitet, sie fehlt im hohen Norden. Sie ist in Mitteleuropa nur lokal verbreitet und nicht häufig. Die Tiere leben unter faulendem Pflanzenmaterial und an faulendem Holz, in Mulm, Mist und auch in alten und trockenen Nestern von Ameisen wie etwa der Roten Waldameise (Formica rufa).